# Zemljopis Sijera Leonea
Sijera Leone je država smještena u Zapadnoj Africi. Na sjeveru i istoku graniči s Gvinejom, a na jugoistoku s Liberijom. Na jugozapadu izlazi na Atlantski ocean u dužini 402 kilometra. Zauzima površinu od 71.740 km².
Sijera Leone se sastoji od aluvijalne obalne nizine te pobrđa u unutrašnjosti visokog između 300 i 400 metara nadmorske visine. To pobrđe prema sjeveroistoku prelazi u stari kristalični masiv Loma (1940 m). Sjeverni dio zauzimaju ogranci gorja Fouta Djallon. Ispred obale Sijera Leonea nalaz se više otoka od kojih su najveći Sherbro (478,6 km²), Tasso (7,8 km²) i Banana (5,2 km²).
Klima je tropska. Vlažno razdoblje traje od svibnja do listopada, a suho od prosinca do svibnja. Tijekom sušnog razdoblja puše harmatan, suhi vjetar s istoka. Prosječna temperatura iznosi 26 °C. Prosječna količina oborina najveća je na obali gdje se kreće od 3000 do 5000 mm godišnje. Prema unutrašnjosti se količina oborina smanjuje te na istoku države iznosi od 2000 do 2500 mm.
Najduža rijeka je Rokel (290 km) na čijem se estuariju zvanom Sijera Leone smjestio i glavni grad Freetown. Druge duže rjeke su Moa (266 km) i Sewa (209 km). Plovne su samo u donjem toku.

## Krajnje zemljopisne točke
Krajnje zemljopisne točke Sijera Leonea su:
- najsjevernija točka - Sijera Leone zapravo nema najsjeverniju točku već je to sjeverni dio granice prema Gvineji koji prolazi 10. paralelom sjeverne zemljopisne širine, Sjeverna provincija
- najistočniji točka - tromeđa s Gvinejom i Liberijom, Istočna provincija
- najjužnija točka - neimenovani poluotok južno od grada Mano Sali na ušću rijeke Mano, Južna provincija
- najzapadnija točka - granica s Gvinejom na obalama Atlantskog oceana, Sjeverna provincija

## Vanjske poveznice
|  | Zajednički poslužitelj ima još gradiva o temi Zemljopis Sijera Leonea |